# عروس دریایی کلاه‌خودی
عروس دریایی کلاه‌خودی (نام علمی: Periphylla periphylla) نام یک گونه از راسته عروس‌های دریایی تاج‌دار است.
این جانور تابناک و سرخ‌رنگ است و در ژرفاها زندگی می‌کند.